# Kreis Schubin

Der Kreis Schubin in den Grenzen von 1878 bis 1920

Der Kreis Schubin bestand von 1818 bis 1920 im Regierungsbezirk Bromberg in der preußischen Provinz Posen. Sitz der Kreisverwaltung war die Stadt Schubin. Das Kreisgebiet lag im Norden der Provinz Posen südwestlich von Bromberg und gehört heute zu den polnischen Powiaten Pilski und Żniński in der Woiwodschaft Kujawien-Pommern.

## Geschichte
Mit der Ersten Teilung Polens kam 1772 das Gebiet um die Stadt Schubin an Preußen. Es gehörte zunächst zu den Kreisen Bromberg und Kamin im Netzedistrikt, der seit 1775 zur Provinz Westpreußen gehörte. Durch den Frieden von Tilsit zwischen dem Frankreich Napoleons, Preußen und Russland kam das Gebiet zum neuerrichteten Herzogtum Warschau.
Nach den Vereinbarungen des Wiener Kongresses erhielt das Königreich Preußen am 15. Mai 1815 den gesamten ehemaligen Netzedistrikt zurück. Die Gegend um Schubin kam zum Regierungsbezirk Bromberg der Provinz Posen. Im Zuge einer Kreisreform im Regierungsbezirk Bromberg wurde zum 1. Januar 1818 aus Teilen der Kreise Bromberg, Inowrazlaw, Wirsitz und Wongrowitz der neue Kreis Schubin gebildet. Im Einzelnen kamen zum Kreis Schubin die Städte Bartschin, Exin, Gonsawa, Labischin, Rynarschewo, Schubin und Znin, das Domänenamt Znin sowie eine größere Zahl von adligen Gütern. Sitz des Landratsamtes wurde die Stadt Schubin.
Als Teil der Provinz Posen wurde der Kreis Schubin am 18. Januar 1871 gleichzeitig Teil des neu gegründeten Deutschen Reichs, wogegen die polnischen Abgeordneten im neuen Reichstag am 1. April 1871 protestierten.
Bei der Posener Kreisreform vom 1. Oktober 1887 wurde der Südteil des Kreises Schubin mit der Städten Gonsawa und Znin abgetrennt und Teil des neuen Kreises Znin.
Am 27. Dezember 1918 begann in der Provinz Posen der Großpolnische Aufstand der polnischen Bevölkerungsmehrheit gegen die deutsche Herrschaft, und bis auf einen nördlichen schmalen Streifen entlang der Netze geriet das Kreisgebiet innerhalb weniger Tage unter polnische Kontrolle. Am 16. Februar 1919 beendete ein Waffenstillstand die polnisch-deutschen Kämpfe, und am 28. Juni 1919 trat die deutsche Regierung mit der Unterzeichnung des Versailler Vertrags den Kreis Schubin auch offiziell an das neu gegründete Polen ab. Deutschland und Polen schlossen am 25. November 1919 ein Abkommen über die Räumung und Übergabe der abzutretenden Gebiete ab, das am 10. Januar 1920 ratifiziert wurde. Die Räumung des unter deutscher Kontrolle verbliebenen Restgebietes entlang der Netze mit der Übergabe an Polen erfolgte zwischen dem 17. Januar und dem 4. Februar 1920.

## Einwohnerentwicklung
| Jahr | Einwohner | Quelle |
| ---- | --------- | ------ |
| 1818 | 24.249    | [ 6 ]  |
| 1846 | 49.389    | [ 7 ]  |
| 1871 | 57.404    | [ 8 ]  |
| 1890 | 44.360    | [ 9 ]  |
| 1900 | 45.176    | [ 9 ]  |
| 1910 | 48.303    | [ 9 ]  |

Von den 44.360 Einwohnern im Jahr 1890 waren etwa 54 % Polen, 43 % Deutsche und 3 % Juden. Ein Teil der deutschen Einwohner verließ nach 1919 das Gebiet.

## Politik

### Landräte
- 1818–183600von Kloczkiewicz
- 1836–184600Adolph Friedrich von Wernich
- 1846–184900Franz Eugen Hermann Reichert
- 1849–185000Ernst Kägler[10]
- 1850–185700Hermann Ludwig Alexander Lawrentz
- 1857–187100Otto Rochlitz
- 18710000000Friedrich (vertretungsweise)
- 1871–188300Richard Werner Kleffel
- 1883–188800Hermann von Chappuis
- 1889–189100Gustav von Eisenhart-Rothe
- 18910000000Johann von Eisenhart-Rothe (vertretungsweise)
- 1891–190300Konrad Heinrich von Rittberg
- 19030000000Werner von Bülow (kommissarisch)
- 1903–191400Wilhelm Wolff
- 19140000000Carl von Peistel (vertretungsweise)
- 1915–191900Ludwig Schede

### Wahlen
Im Deutschen Reich gehörte der Kreis Schubin in den Grenzen von 1871 zusammen mit dem Kreis Wirsitz zum Reichstagswahlkreis Bromberg 2. Der Wahlkreis war aufgrund der ethnischen Zusammensetzung der Wählerschaft bei allen Reichstagswahlen zwischen deutschen und polnischen Kandidaten umkämpft. Die jeweiligen Sieger setzten sich stets nur mit knappen Mehrheiten durch.

### Kommunale Gliederung
Der Kreis Schubin besaß bis 1887 sieben Städte, die Landgemeinden und Gutsbezirke waren in sechs Polizeidistrikten zusammengefasst. Nach der Verkleinerung des Kreisgebietes war der Kreis in fünf Städte und fünf Polizeidistrikte gegliedert.

## Städte und Gemeinden
Vor dem Ersten Weltkrieg umfasste der Kreis Schubin die folgenden Städte und Landgemeinden:
| - Alexandrowo - Alt Lachowo - Am Kanal - Annadorf - Armheide - Arnoldowo - Augustowo - Bärenbruch - Bartschin, Stadt - Birken - Blumenthal - Breitenstein - Buschkau - Cienszkowo - Dembogora Abbau - Dembogora Hauland - Dobieszewo - Dobischau - Dombrowko - Drogoslaw - Eichenhain - Elisewo - Exin, Stadt - Fließhain - Florentowo - Friedberg - Friedenthal - Friedrichsdorf - Friedrichsgrün - Gadka - Glemboczek | - Gombin - Gromaden - Groß Beerenbruch - Groß Salzdorf - Grünau - Grünhagen - Grünthal - Gurkingen - Hallkirch - Isabella - Iwno - Jablowko - Jakturke - Jankowo - Jezewo Hauland - Joachimsdorf - Josephkowo - Jungfernwerder - Kania - Karlsfelde - Karolinowo - Kazmierzewo - Kirschdorf - Klein Salzdorf - Klotyldowo - Knieja - Kobylarnia - Königsrode - Koraczewko - Kornelino - Kowalewko | - Krolikowo - Krotoschin - Labischin, Stadt - Lankowitz - Lankowitz Abbau - Laskownica - Ludwikowo - Lustgarten - Malitz - Mamlitz - Mamlitz Hauland - Miaskowo - Michalinka - Mieczkowo - Mlodocin - Mycielewo - Neu Dombie - Neu Smolno - Neudorf - Neukirchen - Neuwelt - Obielewo - Oburznia - Olempino - Oleszno Abbau - Ostatkowo - Ostatkowo Riege - Palmierowo - Paulina - Piardowo - Pietrowo | - Polentowo - Pturke - Rensdorf - Rostrzembowo - Ruden - Rynarschewo, Stadt - Rzemieniewice - Salesche - Schmalbach - Schönmädel - Schottland - Schubin, Stadt - Skorzewo - Slupowo Abbau - Smogulsdorf Abbau - Szaradowo - Veronika - Walownica - Wilkowo - Wladislawo - Wolitz - Wolwark - Wonsosz - Woyciechowo - Wunschheim - Zablocie - Zalachowo - Zendowo - Ziegelei - Zlotowo - Zweidorf |

Zum Kreis, der 1910 eine Fläche von 917 km² besaß, gehörten außerdem zahlreiche Gutsbezirke. Ab 1888 wurden mehrere Ortsnamen eingedeutscht:
- Buschkowo → Buschkau (1888)
- Cienszkowo → Zinsdorf (1903/08)
- Josephkowo → Bergheim (1905)
- Kobylarnia → Eichdorf (1903)
- Kowalewko → Schmiedeberg (1904)
- Piardowo → Welldorf (1903/08)
- Pietrowo → Paulstal (1905)
- Rostrzembowo → Rostau (1905)
- Rynarschewo → Netzwalde (1907)
- Sipiory → Neukirchen (1894)
- Skorzewo → Grünheim (1904)
- Walownica → Netzheim (1904)
- Wladislawo → Mittendorf (1903/08)
- Wąsosz → Wonsosch (1901)
- Woyciechowo → Georgental (1905)